# 827
Cette page concerne l'année 827  du calendrier julien. Pour l'année 827 av. J.-C., voir 827 av. J.-C.
L'année 827 est une année commune qui commence un mardi.

## Événements

### Asie
- Juin : le calife abbasside al-Ma’mūn impose le mutazilisme comme doctrine officielle, inspirée des idées néoplatoniciennes (le Coran est une création du Prophète et non la parole de Dieu)[1]. Les cadis sont soumis à une épreuve (mihna). À partir de 833, le calife persécute les gens du Hadith qui affirment que le Coran, parole de Dieu, est incréé. Le théologien Ahmad Ibn Hanbal est emprisonné pendant treize mois et la résistance s’organise chez les traditionalistes[2].

- En Inde, Bashar bin Da'ud, le gouverneur arabe du Sind rompt avec l’empire abbasside. Le pays ce scinde en deux royaumes distincts, à Multan et à Mansurah[3] en 871[4].

### Europe
- Mai : arrivée à Saragosse de l'armée de l'émir de Cordoue Abd al-Rahman II venu soutenir la révolte du comte Goth Aizon contre les Francs. Elle met le siège devant Barcelone pendant semble-t-il soixante jours. La ville résiste, défendue par Bernard de Septimanie. Les forces musulmanes se tournent alors contre Gérone où elles sont signalées le 10 octobre[5].
  - L'empereur Louis le Pieux envoie une armée pour secourir la marche d'Espagne commandée par son fils Pépin d'Aquitaine, accompagné des comtes Matfrid d’Orléans et Hugues de Tours. Ceux-ci, adversaires de Bernard, s'attardent en chemin et refusent de combattre[6]. Pépin est encore à Alzonne, entre Toulouse et Carcassonne le 27 septembre alors que les musulmans ont déjà levé le siège de Barcelone[5].
- 17 juin : début de la conquête arabe de la Sicile (fin en 831). Une armée de dix mille hommes de l'émir aghlabide d’Ifriqiya, dirigée par le cadi Asad ibn al Furat, débarque à Mazara[7], avec la complicité du commandant de la flotte impériale byzantin rebelle Euphèmios. Elle prend Marsala et met le siège devant Syracuse mais une flotte byzantine parvient à débloquer la ville. Les musulmans restent en Sicile après la mort d'Euphèmios devant Enna en 828. Il progressent lentement (827-902)[8].
- 1er septembre - 10 octobre : pontificat de Valentin[9].

- Le roi de Mercie Ludeca est tué en affrontant les Angles de l'Est. Wiglaf lui succède[10].
- Les Bulgares attaquent l'empire carolingien en Pannonie[11]. Ils s'emparent de Sirmium et Belgrade (Singidumum, qui devient Alba Bulgarica)[12].

## Naissances en 827
- Cyrille, philosophe et prêtre grec, évangélisateur des Slaves.

## Décès en 827
- 27 août : Eugène II, pape.
- 10 octobre : Valentin, pape après quarante jours de règne[9].

- Ludeca, roi de Mercie.